# Saint-Amand-les-Eaux

Saint-Amand-les-Eaux este o comună în departamentul Nord, Franța. În 1 ianuarie 2022 avea o populație de 16.042 de locuitori.